# Опалев, Александр Алексеевич
Александр Алексеевич Опалев (1902—1945) — красноармеец Рабоче-крестьянской Красной Армии, участник Великой Отечественной войны, Герой Советского Союза (1945).

## Биография
Александр Опалев родился в 1902 году в селе Малые Кизели (ныне — Большесосновский район Пермского края). До войны руководил сельсоветом. В январе 1942 года Опалев был призван на службу в Рабоче-крестьянскую Красную Армию. С августа того же года — на фронтах Великой Отечественной войны.
К февралю 1945 года красноармеец Александр Опалев был стрелком 3-го стрелкового батальона 7-й стрелковой роты 1052-го стрелкового полка 301-й стрелковой Сталинской ордена Суворова дивизии 9-го стрелкового корпуса 5-й ударной армии 1-го Белорусского фронта. Отличился во время боёв в Германии. 3 февраля 1945 года Опалев переправился через Одер в районе населённого пункта Ортвиг в 42 километрах к северо-западу от Франкфурта-на-Одере и принял активное участие в боях за захват и удержание плацдарма на его западном берегу. В критический момент боя Опалев заменил выбывшего из строя командира отделения, отразив шесть немецких контратак, нанеся противнику большие потери. Когда немецкие танки прорвались к советским позициям, Опалев со связкой гранат бросился под один из них, ценой своей жизни уничтожив его.
Указом Президиума Верховного Совета СССР от 31 мая 1945 года за «образцовое выполнение боевых заданий командования на фронте борьбы с немецкими захватчиками и проявленные при этом мужество и героизм» красноармеец Александр Опалев посмертно был удостоен высокого звания Героя Советского Союза. Также посмертно был награждён орденом Ленина.